# Pietro de Fusco
Pietro de Fusco (Cuccaro Vetere, 6 settembre 1638 – 1703) è stato un giurista italiano.

## Biografia
Pietro de Fusco, giurista napoletano di fama internazionale, nacque a Cuccaro, temporanea residenza della famiglia di Ceraso. Fiero oppositore dell'Inquisizione di Spagna, che si tentava di istituire nel Regno, fu ambasciatore di Napoli presso papa Odelcaschi (papa Innocenzo XI). Il papa gli dimostrò la sua benevolenza offrendogli delle reliquie che egli poi donò alla chiesa di San Nicola di Ceraso, alla chiesa della sua famiglia, dove si conservano tuttora. Avvocato della nobiltà napoletana e integerrimo magistrato, fu eletto governatore della Real Casa dell'Annunziata che aveva il baronato di Castellamare di Velia e di Vallo, poi Vallo della Lucania. Famiglia anch'essa poi estinta.